# Башакшехір Фатіх Терім (стадіон)
«Башакшехір Фатіх Терім» (тур. Başakşehir Fatih Terim Stadyumu) — футбольний стадіон у місті Стамбул, Туреччина, домашня арена ФК «Істанбул Башакшехір».
Стадіон побудований протягом 2011—2014 років та відкритий 26 липня 2014 року. Відповідає вимогам УЄФА та ФІФА. Обладнаний сучасною стадіонною та периферійною інфраструктурою. Дворівневі трибуни під дахом мають потужність 17 800 глядачів. Конференц-зал має місткість 170 осіб. Окрім основного поля на стадіоні є три тренувальних поля та готель на 34 номери. Поблизу арени розташована багаторівнева автомобільна стоянка на 350 автомобілів та відкрита стоянка на 300 автомобілів.
Проектною назвою арени була «Есеньюрт Арена», однак при відкритті їй присвоєно ім'я турецького футболіста і тренера Фатіха Теріма.